# Comuna Români, Neamț
Români (în trecut, Siliștea) este o comună în județul Neamț, Moldova, România, formată din satele Goșmani, Români (reședința) și Siliștea.

## Așezare
Comuna se află în extremitatea de sud a județului, la limita cu județul Bacău, pe malurile râului Români. Este traversată de șoseaua județeană DJ158, care o leagă spre nord-est de Moldoveni și Secuieni (unde se termină în DN2) și spre sud în județul Bacău de Buhuși. La Siliștea, din acest drum se ramifică șoseaua județeană DJ155I, care duce spre nord la Secuieni, Făurei, Bârgăuani (unde se intersectează cu DN15D), Tupilați, Păstrăveni, Urecheni, Petricani și Târgu Neamț (unde se termină în DN15C).

## Demografie
Componența etnică a comunei Români
     Români (90,24%)
     Alte etnii (0%)
     Necunoscută (9,76%)
Componența confesională a comunei Români
     Ortodocși (89,6%)
     Alte religii (0,44%)
     Necunoscută (9,96%)
Conform recensământului efectuat în 2021, populația comunei Români se ridică la 3.616 locuitori, în scădere față de recensământul anterior din 2011, când fuseseră înregistrați 3.939 de locuitori. Majoritatea locuitorilor sunt români (90,24%), iar pentru 9,76% nu se cunoaște apartenența etnică. Din punct de vedere confesional, majoritatea locuitorilor sunt ortodocși (89,6%), iar pentru 9,96% nu se cunoaște apartenența confesională.

## Politică și administrație
Comuna Români este administrată de un primar și un consiliu local compus din 13 consilieri. Primarul, Maria Poenaru[*], de la Partidul Național Liberal, este în funcție din 1 noiembrie 2024. Începând cu alegerile locale din 2024, consiliul local are următoarea componență pe partide politice:
|  | Partid                          | Consilieri | Componența Consiliului | Componența Consiliului | Componența Consiliului | Componența Consiliului | Componența Consiliului | Componența Consiliului | Componența Consiliului | Componența Consiliului |
|  | ------------------------------- | ---------- | ---------------------- | ---------------------- | ---------------------- | ---------------------- | ---------------------- | ---------------------- | ---------------------- | ---------------------- |
|  | Partidul Național Liberal       | 8          |                        |                        |                        |                        |                        |                        |                        |                        |
|  | Partidul Social Democrat        | 4          |                        |                        |                        |                        |                        |                        |                        |                        |
|  | Alianța pentru Unirea Românilor | 1          |                        |                        |                        |                        |                        |                        |                        |                        |

## Istorie
La sfârșitul secolului al XIX-lea, comuna purta denumirea de Siliștea, făcea parte din plasa Bistrița a județului Neamț și era formată din satele Bârjoveni, Siliștea, Români, Bârcu, Goșmani și Runcu, având în total 2407 locuitori. În comună existau patru mori pe râul Români, cinci biserici și două școli cu 81 de elevi (dintre care 8 fete). Anuarul Socec din 1925 consemnează comuna în aceeași plasă, având 3432 de locuitori în satele Bârcu, Bârjoveni, Români și Siliștea. Comuna a luat în 1931 numele de Români; ea avea pe atunci satele Bârjoveni, Bârcu-Goșmani, Români și Siliștea, satul de reședință fiind Bârjoveni.
În 1950, comuna a fost arondată raionului Buhuși, și apoi (după 1964) raionului Roman din regiunea Bacău. În 1968, a revenit la județul Neamț, reînființat; tot atunci, reședința comunei a fost mutată la Români, satul Bârjoveni a fost desființat și comasat cu satul Siliștea, iar satul Bârcu-Goșmani a luat denumirea de Goșmani.

## Monumente istorice
Două obiective din comuna Români sunt incluse în lista monumentelor istorice din județul Neamț ca monumente de interes local, ambele fiind clasificate ca situri arheologice. Situl „Cetățuia” de lângă satul Siliștea conține o așezare fortificată din Epoca Bronzului târziu, atribuită culturii Costișa; iar situl de la Goșmani, din punctul „la Moară”, conține o așezare din Epoca Bronzului și una din secolele al II-lea–al III-lea e.n.